# Trinitat Sotos i Bayarri
Trinitat Sotos i Bayarri (Sabadell, 10 de febrer de 1927 - Santander, 2 de maig de 2019), més coneguda com a Trini Sotos, va ser una pintora, dibuixant i il·lustradora catalana.

## Biografia

### Formació
Als dotze anys va guanyar el premi extraordinari del concurs infantil organitzat per l'Acadèmia de Belles Arts de Sabadell l'any 1939 i aquest fet va provocar que entre 1940 i 1946 fos deixebla del pintor Antoni Vila Arrufat. D'ell va aprendre no tan sols la tècnica pictòrica, sinó també la capacitat per representar la realitat i en aquesta representació abocar-hi la pròpia essència i personalitat, i amb ell va col·laborar fins i tot com a model. Per exemple, apareix representada en els vitralls de damunt de les dues portes d'entrada del Santuari de la Salut de Sabadell que va dissenyar Vila Arrufat, encarnant una maternitat a la porta oest i a la Mare de Déu a l'oposada. Seguint el seu consell va ampliar estudis a l'Acadèmia de Belles Arts de Sabadell, on va aprendre gravat de la mà del mateix artista.
Anys després va completar aquesta formació a l'Escola Superior de Belles Arts de Sant Jordi de Barcelona (Escola Llotja), on es va llicenciar l'any 1951. Paral·lelament, l'any 1949 i el següent va guanyar per oposició la beca Amigó i Cuyàs d'aquesta escola i el 1950 va obtenir el títol de professora de dibuix. Posteriorment va ampliar la seva formació a Venècia i a París, entre els anys 1952 i 1957, gràcies de nou als ajuts de l'Escola de Belles Arts. A Venècia va estudiar amb els pintors Carena i Guido Cadorín i va participar en una exposició de pintura a l'Academia de España de Roma. Entre 1954 i 1957 va estudiar gravat a l'Escola Superior de Belles Arts de París amb el professor Édouard Goerg i va prendre part en una mostra col·lectiva del Col·legi d'Espanya de la ciutat.
Va residir un temps a Nova York, on va conèixer al neurocirurgià Guillermo Dierssen, que seria el seu marit. Primerament el matrimoni es va establir a Madrid i després a Sandander, on Trini Sotos es va arrelar sense perdre mai les seves arrels i la seva relació amb Sabadell.

### Trajectòria
La primera exposició en la qual es té constància que va participar és una exposició col·lectiva a l'Acadèmia de Belles Arts de Sabadell l'any 1942, on les seves obres van mostrar-se al costat de les dels artistes més representatius de la ciutat de la generacions anteriors. A finals dels anys quaranta va exposar diverses vegades al Cercle Sabadellès, junt amb altres artistes joves de la ciutat, i a finals de 1946 va fer-hi la seva primera exposició individual.
Als anys cinquanta va començar la seva consolidació com a artista, ja que va ser guardonada en diverses ocasions i va exposar repetidament a Sabadell i a l'estranger, coincidint amb les seves estades de formació. Així, el 1952 va guanyar el segon premi del Concurs Premi Sant Jordi organitzat per la Diputació de Barcelona i l'any següent va obtenir el primer premi de la primera edició dels Salons Biennals que organitzava l'Acadèmia de Belles Arts de Sabadell amb l'obra Estació termini, que actualment es conserva al Museu d'Art de Sabadell. Va participar també en la segona edició (1955), presentant els olis Flamencos i La Virgen María. També va ser guardonada en la quarta Biennal i en la sisena edició (1967) aconseguia el segon premi amb l'obra La meva filla. Paral·lelament, va obtenir el tercer premi de l'exposició del Colegio d'España a París (1954) i els de París i Buenos Aires.
Durant aquells anys va ser seleccionada per a la III Bienal Hispanoamericana de Arte que es va fer a Barcelona (1955) i per la Exposición Nacional de Bellas Artes de Madrid (1957), on va presentar l'obra Los gitanos. A Sabadell, va ser un dels artistes que es van poder veure a la Sala d'Art Actual, un espai d'exposició permanent de l'Acadèmia de Belles Arts de Sabadell per a mostrar el treball dels artistes destacats de la ciutat en aquells anys.
Pocs anys després començava a participar en nombroses exposicions col·lectives i certàmens nacionals i internacionals a París (1959), Roma (1961), Nova York (1961), a les que seguirien, amb els anys, Filadèlfia, Buenos Aires, Sevilla, Granada, Múrcia, Madrid, Santander, Barcelona i Lleida.
Junt amb altres pintors de Sabadell, com Alfons Borrell o Antoni Angle, va formar part del cercle d'amistats del pintor Joan Bermúdez.
Als anys vuitanta i noranta va fer il·lustracions per a la revista de Sabadell Quadern de les idees, les arts i les lletres i va participar en la primera exposició col·lectiva dels artistes col·laboradors durant el decenni 1978-1988 que es va fer el setembre del 1988 a la Sala Gabarró-Art de la ciutat. En aquella època va exposar sovint a Sabadell, sobretot a la Galeria Intel·lecte, i el desembre de 1995 els artistes de la ciutat li van organitzar un homenatge en el marc del 8è Sopar de l'Artista. Aquell mateix any va il·lustrar l'antologia poètica de Maria Teresa Cabané titulada Ventall Poètic.
A finals dels noranta, pels volts de 1997, va fer la decoració mural per al Centre de Foniatria i Logopedia de Santander. i al 2001 va pintar una Passió de Crist amb figures de mida natural per a l'església de Santa Bárbara de Salzadella (Castelló).
El 2004 il·lustrava el llibre La nueva dimensión; evocaciones sobre la discapacidad, de Jesús Flórez i el 2012 el llibre El reposo del pensamiento, publicat per l'Asociación de Afásicos de Cantabria, conté pintures seves i del pintor sabadellenc Ramiro Fernández. També va fer les il·lustracions per al llibre Voces en off. Los derechos humanos en el aula, amb relats del periodista Javier Rodríguez, editat per Amnistia Internacional al 2018.
El pintor sabadellenc Oriol Vilapuig l'any 2014 va fer el projecte L'escena invisible a partir de l'obra Maternitat de Trini Sotos (1954), per a l'exposició Interaccions. Una mirada present del fons d'art de l'antiga Caixa Sabadell.

## Exposicions

### Individuals
- 1946. Cercle Sabadellès, Sabadell.[10]
- 1955. Acadèmia de Belles Arts de Sabadell.[10]
- 1957. Galería Biosca, Madrid.[4]
- 1957. Casa de Cultura de Murcia.[23]
- 1959. Galeria Raymond Duran, París.[4][8]
- 1959. Acadèmia de Belles Arts de Sabadell.[10]
- 1959. Orfeó de Sabadell.[10]
- 1961. Roma.[8]
- 1961. Ward Eggleston Galleries, Nova York.[4][8]
- 1970. Galería Trianón, Madrid.[4]
- 1981. Galeria Intel·lecte, Sabadell.[7][8]
- 1986. Galeria Intel·lecte, Sabadell.[8]
- 1987. Galeria Intel·lecte, Sabadell.[24]
- 1999. Galeria Intel·lecte, Sabadell.[9]
- 2007. Galería Espí, Torrelavega.[4]
- 2007. Galería Este, Santander.[4][25]
- 2015. La mirada poliédrica. Fundación Bruno Alonso, Santander.[26]
- 2015. Pinzells i poesía. Tots els camins de l'amor. Pou d'Art, Sant Cugat del Vallès.[27]

### Col·lectives
- 1942. Acadèmia de Belles Arts de Sabadell.[10]
- 1943. Acadèmia de Belles Arts de Sabadell.[10]
- 1946. Cercle Sabadellès, Sabadell.[10]
- 1952. Academia de España, Roma.[7]
- Cap a 1952. Llibreria Sabadell, junt amb Rosa Nin, Joan Bermúdez i Alfons Borrell, entre d'altres.[28]
- 1953. Primer Saló Biennal de Belles Arts, Caixa d'Estalvis de Sabadell.[10]
- 1954. Colegio de España, París.[7]
- 1955. Segona Biennal de Belles Arts, Caixa d'Estalvis de Sabadell.[10]
- 1955. III Bienal Hispanoamericana de Arte, Pavelló Municipal d'Exposicions, Barcelona.[7]
- 1957. Acadèmia de Belles Arts de Sabadell.[10]
- 1957. Tercer Saló Biennal de Belles Arts, Caixa d'Estalvis de Sabadell.[10]
- 1957. Villanueva de Cascales.[29]
- 1958. Acadèmia de Belles Arts de Sabadell.[10]
- 1958. Sala d'Art Actual, Sabadell, junt amb Jaume Deu i Lluís Vila Plana.[11]
- 1959. Quart Saló Biennal de Belles Arts, Caixa d'Estalvis de Sabadell.[10]
- 1988. 1a Mostra dels artistes col·laboradors de la revista Quadern. Sala Gabarró-Art, Sabadell [Veure nota]
- 1997. Galeria Rovira, Sabadell.[30]
- 2007. Animales, ¿Por qué no?. Galería Acuarela, Puente Arce.[31]

## Obra
Trini Sotos va treballar diferents tècniques pictòriques i calcogràfiques, així com també la pintura al fresc. Pel que fa als temes, va fer sobretot paisatges i retrat, tot i que també destaquen composicions de figures i estudis de rostres infantils.
La crítica d'art elogiava sobretot l'equilibri compositiu de la seva pintura, que sintetitzava de manera harmònica el dibuix i el color amb una gran sensibilitat, emotivitat i capacitat poètica. Amb un traç precís i segur treballava la figura amb emotivitat.
La seva obra forma part de col·leccions públiques i particulars d'arreu del món. Al Museo de Arte Moderno y Contemporáneo de Santander y Cantabria es conserven les obres El ángel de la resurrección i Las mujeres que se acercan al sepulcro, totes dues de 1984. El Museu d'Art de Sabadell guarda més de quaranta obres de Trini Sotos, d'entre les quals destaca la pintura Estació Termini que va guanyar la primera edició a la Biennals de la ciutat el 1953, així com una bona representació de dibuixos a tinta de nens. Les seves obres havien format part de l'exposició permanent del museu, incloses dins de l'àmbit titulat L'expressionisme local 1945-1953, al costat de David Graells, Xavier Oriach, Andreu Castells o Ramon Folch, entre d'altres, fins que aquest es va remodelar als anys noranta. L'obra Maternitat (1954) forma part del fons de l'Antiga Caixa Sabadell.
També conserven obra seva la Col·lecció d'Art Banc Sabadell i la col·lecció d'art de la Universitat de Barcelona, que té pintures de format gran de finals dels anys quaranta i principis dels cinquanta adquirides a Amigó Cuyàs.